# Nowend Lorenzo
Nowend Yenrique Lorenzo Cabrera (Santo Domingo, 2 novembre 2002) è un calciatore dominicano, attaccante dell'Osasuna B e della nazionale dominicana.

## Carriera

### Club
Nato a Santo Domingo nella Repubblica Dominicana, cresce in Spagna dove inizia a giocare nel San Jorge. Rimane nel club fino al 2013 quando si aggrega alla formazione primavera dell'Osasuna.
Nel 2021 si trasferisce al Subiza, filiale dell'Osasuna. Debutta in Tercera División RFEF il 2 ottobre seguente nella vittoria per 4-2 sul Cortes, contribuendo con una rete.
Dopo una sola stagione al Subiza dove totalizza tre reti in 23 presenze, il 27 luglio 2022 si trasferisce a titolo definitivo all'Izarra.
Il 30 ottobre segna la prima rete in maglia biancoblù in occasione della larga vittoria per 4-0 contro l'Alavés B.

### Nazionale
Nel marzo 2021 ha giocato con la nazionale dominicana olimpica tre partite di qualificazione alle Olimpiadi di Tokyo 2020, esordendo il 19 marzo nella sconfitta per 4-1 contro la nazionale olimpica messicana.
Sempre nel 2021 ha ricevuto la prima convocazione con la nazionale maggiore dominicana per giocare alcune amichevoli, esordendo il 19 gennaio nella sconfitta per 1-0 contro la Porto Rico. 
Il 27 marzo 2021 ha esordito in una competizione ufficiale, giocando e segnando 2 reti nelle qualificazioni ai Mondiali 2022 nella vittoria per 6-0 contro l'Anguilla.
Nel luglio 2024 viene convocato dal commissario tecnico Ibai Gómez per prendere parte al torneo olimpico di Parigi 2024.
Nominato capitano della delegazione dominicana, il 24 luglio 2024 fa il proprio debutto alle olimpiadi contro l'Egitto.

## Statistiche

### Presenze e reti nei club
Statistiche aggiornate al 26 luglio 2024.
| Stagione         | Squadra          | Campionato       | Campionato | Campionato | Coppe nazionali | Coppe nazionali | Coppe nazionali | Coppe continentali | Coppe continentali | Coppe continentali | Altre coppe | Altre coppe | Altre coppe | Totale | Totale |
| Stagione         | Squadra          | Comp             | Pres       | Reti       | Comp            | Pres            | Reti            | Comp               | Pres               | Reti               | Comp        | Pres        | Reti        | Pres   | Reti   |
| ---------------- | ---------------- | ---------------- | ---------- | ---------- | --------------- | --------------- | --------------- | ------------------ | ------------------ | ------------------ | ----------- | ----------- | ----------- | ------ | ------ |
| 2021-2022        | Osasuna B        | SDR              | 1          | 0          | -               | -               | -               | -                  | -                  | -                  | -           | -           | -           | 1      | 0      |
| 2021-2022        | Subiza           | TDR              | 24         | 3          | -               | -               | -               | -                  | -                  | -                  | -           | -           | -           | 24     | 3      |
| 2022-2023        | Izarra           | SF               | 31         | 3          | CF              | 2               | 0               | -                  | -                  | -                  | -           | -           | -           | 33     | 3      |
| 2023-2024        | Osasuna B        | PF               | 8          | 0          | -               | -               | -               | -                  | -                  | -                  | -           | -           | -           | 8      | 0      |
| Totale Osasuna B | Totale Osasuna B | Totale Osasuna B | 9          | 0          |                 | 0               | 0               |                    | 0                  | 0                  |             | 0           | 0           | 9      | 0      |
| Totale carriera  | Totale carriera  | Totale carriera  | 64         | 6          |                 | 2               | 0               |                    | 0                  | 0                  |             | 0           | 0           | 66     | 6      |

### Cronologia reti in nazionale
| Cronologia completa delle presenze e delle reti in nazionale ― Rep. Dominicana | Cronologia completa delle presenze e delle reti in nazionale ― Rep. Dominicana | Cronologia completa delle presenze e delle reti in nazionale ― Rep. Dominicana | Cronologia completa delle presenze e delle reti in nazionale ― Rep. Dominicana | Cronologia completa delle presenze e delle reti in nazionale ― Rep. Dominicana | Cronologia completa delle presenze e delle reti in nazionale ― Rep. Dominicana | Cronologia completa delle presenze e delle reti in nazionale ― Rep. Dominicana | Cronologia completa delle presenze e delle reti in nazionale ― Rep. Dominicana |
| Data                                                                           | Città                                                                          | In casa                                                                        | Risultato                                                                      | Ospiti                                                                         | Competizione                                                                   | Reti                                                                           | Note                                                                           |
| ------------------------------------------------------------------------------ | ------------------------------------------------------------------------------ | ------------------------------------------------------------------------------ | ------------------------------------------------------------------------------ | ------------------------------------------------------------------------------ | ------------------------------------------------------------------------------ | ------------------------------------------------------------------------------ | ------------------------------------------------------------------------------ |
| 19-1-2021                                                                      | Santo Domingo                                                                  | Rep. Dominicana                                                                | 0 – 1                                                                          | Porto Rico                                                                     | Amichevole                                                                     | -                                                                              | 58’                                                                            |
| 25-1-2021                                                                      | Santo Domingo                                                                  | Rep. Dominicana                                                                | 0 – 0                                                                          | Serbia                                                                         | Amichevole                                                                     | -                                                                              | 68’                                                                            |
| 27-3-2021                                                                      | Fort Lauderdale                                                                | Anguilla                                                                       | 0 – 6                                                                          | Rep. Dominicana                                                                | Qual. Mondiali 2022                                                            | 2                                                                              |                                                                                |
| 5-6-2021                                                                       | Santo Domingo                                                                  | Rep. Dominicana                                                                | 1 – 1                                                                          | Barbados                                                                       | Qual. Mondiali 2022                                                            | -                                                                              | 82’                                                                            |
| 9-6-2021                                                                       | Panama                                                                         | Panama                                                                         | 3 – 0                                                                          | Rep. Dominicana                                                                | Qual. Mondiali 2022                                                            | -                                                                              |                                                                                |
| 3-6-2022                                                                       | Belmopan                                                                       | Belize                                                                         | 0 – 2                                                                          | Rep. Dominicana                                                                | CONCACAF Nations League 2022-2023                                              | -                                                                              | 66’                                                                            |
| 6-6-2022                                                                       | Santo Domingo                                                                  | Rep. Dominicana                                                                | 2 – 3                                                                          | Guyana francese                                                                | CONCACAF Nations League 2022-2023                                              | -                                                                              | 62’                                                                            |
| 11-6-2022                                                                      | Santo Domingo                                                                  | Rep. Dominicana                                                                | 1 – 1                                                                          | Guatemala                                                                      | CONCACAF Nations League 2022-2023                                              | 1                                                                              | 79’                                                                            |
| 14-6-2022                                                                      | Città del Guatemala                                                            | Guatemala                                                                      | 2 – 0                                                                          | Rep. Dominicana                                                                | CONCACAF Nations League 2022-2023                                              | -                                                                              | 27’                                                                            |
| 23-3-2023                                                                      | Remire-Montjoly                                                                | Guyana francese                                                                | 1 – 1                                                                          | Rep. Dominicana                                                                | CONCACAF Nations League 2022-2023                                              | -                                                                              | 75’                                                                            |
| 28-3-2023                                                                      | San Cristóbal                                                                  | Rep. Dominicana                                                                | 2 – 0                                                                          | Belize                                                                         | CONCACAF Nations League 2022-2023                                              | 1                                                                              | 46’                                                                            |
| 17-6-2023                                                                      | Viña del Mar                                                                   | Cile                                                                           | 5 – 0                                                                          | Rep. Dominicana                                                                | Amichevole                                                                     | -                                                                              | 55’                                                                            |
| 9-9-2023                                                                       | Santo Domingo                                                                  | Rep. Dominicana                                                                | 0 – 2                                                                          | Nicaragua                                                                      | CONCACAF Nations League 2022-2023                                              | -                                                                              | 75’                                                                            |
| 12-9-2023                                                                      | Santo Domingo                                                                  | Rep. Dominicana                                                                | 3 – 0                                                                          | Montserrat                                                                     | CONCACAF Nations League 2022-2023                                              | -                                                                              | 61’                                                                            |
| 14-10-2023                                                                     | Bridgetown                                                                     | Barbados                                                                       | 0 – 5                                                                          | Rep. Dominicana                                                                | CONCACAF Nations League 2022-2023                                              | -                                                                              | 84’                                                                            |
| 17-10-2023                                                                     | Santiago de los Caballeros                                                     | Rep. Dominicana                                                                | 5 – 2                                                                          | Barbados                                                                       | CONCACAF Nations League 2022-2023                                              | -                                                                              | 73’                                                                            |
| 17-11-2023                                                                     | Look Out                                                                       | Montserrat                                                                     | 2 – 1                                                                          | Rep. Dominicana                                                                | CONCACAF Nations League 2022-2023                                              | -                                                                              | 58’                                                                            |
| 22-11-2023                                                                     | Managua                                                                        | Nicaragua                                                                      | 0 – 0                                                                          | Rep. Dominicana                                                                | CONCACAF Nations League 2022-2023                                              | -                                                                              | 89’                                                                            |
| Totale                                                                         |                                                                                | Presenze                                                                       | 18                                                                             |                                                                                | Reti                                                                           | 4                                                                              |                                                                                |

| Cronologia completa delle presenze e delle reti in nazionale ― Rep. Dominicana olimpica | Cronologia completa delle presenze e delle reti in nazionale ― Rep. Dominicana olimpica | Cronologia completa delle presenze e delle reti in nazionale ― Rep. Dominicana olimpica | Cronologia completa delle presenze e delle reti in nazionale ― Rep. Dominicana olimpica | Cronologia completa delle presenze e delle reti in nazionale ― Rep. Dominicana olimpica | Cronologia completa delle presenze e delle reti in nazionale ― Rep. Dominicana olimpica | Cronologia completa delle presenze e delle reti in nazionale ― Rep. Dominicana olimpica | Cronologia completa delle presenze e delle reti in nazionale ― Rep. Dominicana olimpica |
| Data                                                                                    | Città                                                                                   | In casa                                                                                 | Risultato                                                                               | Ospiti                                                                                  | Competizione                                                                            | Reti                                                                                    | Note                                                                                    |
| --------------------------------------------------------------------------------------- | --------------------------------------------------------------------------------------- | --------------------------------------------------------------------------------------- | --------------------------------------------------------------------------------------- | --------------------------------------------------------------------------------------- | --------------------------------------------------------------------------------------- | --------------------------------------------------------------------------------------- | --------------------------------------------------------------------------------------- |
| 24-7-2024                                                                               | Nantes                                                                                  | Egitto olimpica                                                                         | 0 – 0                                                                                   | Rep. Dominicana olimpica                                                                | Olimpiadi 2024 - 1º turno                                                               | -                                                                                       | Cap. 77’                                                                                |
| Totale                                                                                  |                                                                                         | Presenze                                                                                | 1                                                                                       |                                                                                         | Reti                                                                                    | 0                                                                                       |                                                                                         |